# 布蘭布Y病毒屬
布蘭布Y病毒屬（学名：Brambyvirus ）是馬鈴薯Y病毒科下的一个属。

## 下属物种
本属包括以下物种：
- 黑莓Y病毒 Blackberry virus Y